# قتزن بورغلم
قتزن بورغلم (بالإنجليزية: Gutzon Borglum)‏ (25 مارس 1867 - 6 مارس 1941) هو نحات أمريكي اشتهر بنحته لأوجه أربعة من الرؤساء الأمريكيين في جبل رشمور.

## روابط خارجية
- قتزن بورغلم على موقع الموسوعة البريطانية (الإنجليزية)
- قتزن بورغلم على موقع إن إن دي بي (الإنجليزية)